# Neuried (Baden)
Neuried ist eine Gemeinde im baden-württembergischen Ortenaukreis in Deutschland.

## Geographie

### Geographische Lage
Neuried liegt in der Oberrheinischen Tiefebene direkt am Rhein und damit an der deutsch-französischen Grenze, genau in der Mitte zwischen Kehl und Lahr, nur wenige Kilometer südlich von Straßburg, wenige Kilometer von Offenburg entfernt.

### Nachbargemeinden
Die Gemeinde grenzt im Norden an die Stadt Kehl, im Osten an Schutterwald und Hohberg, im Süden an Friesenheim und Meißenheim und im Westen an die elsässischen Gemeinden Plobsheim und Eschau.

### Gemeindegliederung
Die Gemeinde Neuried besteht aus den ehemals selbstständigen Gemeinden Altenheim, Dundenheim, Ichenheim, Müllen und Schutterzell. Diese bilden heute die Ortsteile der Gemeinde und zugleich Ortschaften im Sinne der baden-württembergischen Gemeindeordnung mit jeweils eigenem Ortschaftsrat und Ortsvorsteher als dessen Vorsitzender.
Zum Ortsteil Altenheim gehören das Dorf Altenheim, das Gehöft Rohrburger Mühle und die Wohnplätze Altenheimer Mühle und Rheinwärterhaus. Zum Ortsteil Dundenheim gehören das Dorf Dundenheim und das Gehöft Dundenheimer Mühle. Zum Ortsteil Ichenheim gehören das Dorf Ichenheim, das Gehöft Ottenweierhof und der Wohnplatz Einzelwohnhaus. Zum Ortsteil Müllen gehört das Dorf Müllen mit dem abgegangenen Wasserschloss Müllen. Zum Ortsteil Schutterzell gehören das Dorf Schutterzell und das Gehöft Schutterzeller Mühle.
Im Ortsteil Altenheim lag das abgegangene Schloss Waseneck. Im Ortsteil Dundenheim liegen die Wüstungen Rode und Zellhof. Im Ortsteil Ichenheim liegen die abgegangene Burg Blankenmoos und die Wüstung Trudenheim.

## Geschichte

### Gemeindefusion

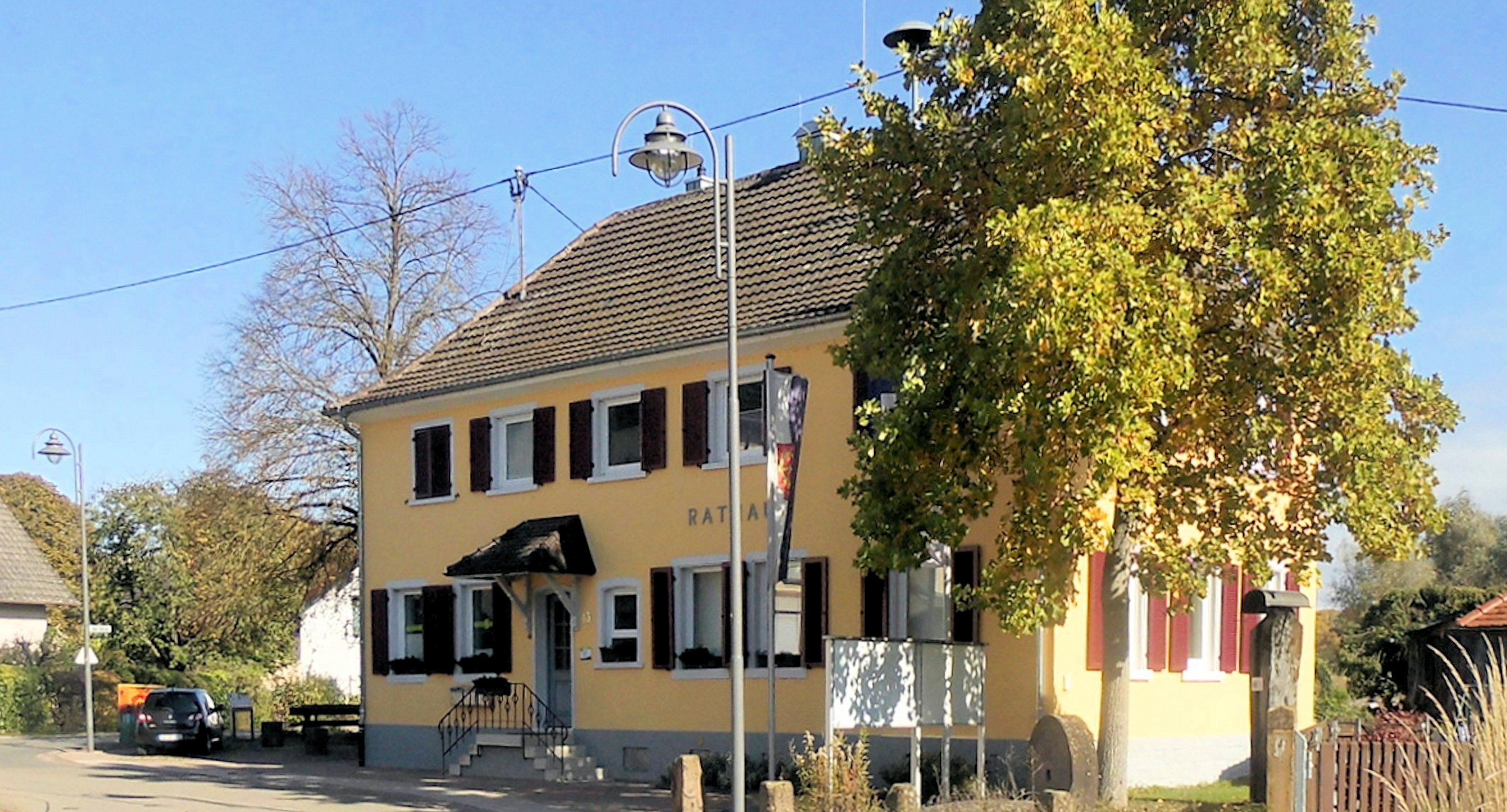
Ehemaliges Rathaus Müllen

Neuried entstand im Zuge der baden-württembergischen Gemeindereform am 1. Januar 1973 durch einen freiwilligen Zusammenschluss der ehemals selbständigen Gemeinden Altenheim, Dundenheim, Ichenheim und Müllen. Bereits am 1. Januar 1972 wurde die Gemeinde Schutterzell nach Ichenheim eingemeindet. Die Orte Altenheim und Müllen gehörten bis 1972 zum Landkreis Kehl, während Dundenheim, Ichenheim und Schutterzell zum Landkreis Lahr gehörten. Mit der Auflösung dieser beiden Kreise kam die heutige Gemeinde zum neuen Ortenaukreis.

### Wappen der Ortsteile

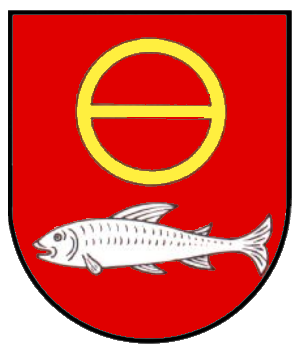
Altenheim
Dundenheim
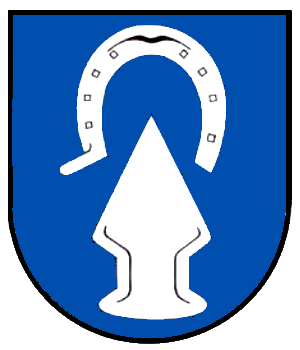
Ichenheim
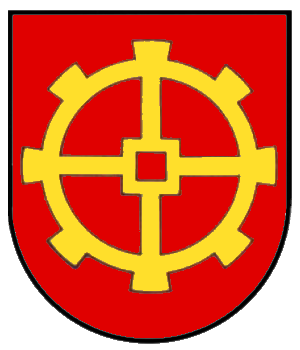
Müllen
Schutterzell[4]

## Politik

### Gemeinderat
Die Kommunalwahl am 9. Juni 2024 führte bei einer Wahlbeteiligung von 58,7 % zu folgendem
| Partei/Liste     | 2024   | 2024   | 2019   | 2019   | Kommunalwahl 2024 %50403020100 24,2 %12,7 %20,0 %43,1 % CDUSPDULFWGewinne und Verlusteim Vergleich zu 2019 %p 4 2 0 −2 −4+0,8 %p+0,5 %p−3,7 %p+2,4 %pCDUSPDULFW |
| Partei/Liste     | Anteil | Sitze  | Anteil | Sitze  | Kommunalwahl 2024 %50403020100 24,2 %12,7 %20,0 %43,1 % CDUSPDULFWGewinne und Verlusteim Vergleich zu 2019 %p 4 2 0 −2 −4+0,8 %p+0,5 %p−3,7 %p+2,4 %pCDUSPDULFW |
| Freie Wähler     | 43,1 % | 10     | 40,7 % | 10     | Kommunalwahl 2024 %50403020100 24,2 %12,7 %20,0 %43,1 % CDUSPDULFWGewinne und Verlusteim Vergleich zu 2019 %p 4 2 0 −2 −4+0,8 %p+0,5 %p−3,7 %p+2,4 %pCDUSPDULFW |
| CDU              | 24,2 % | 6      | 23,4 % | 5      | Kommunalwahl 2024 %50403020100 24,2 %12,7 %20,0 %43,1 % CDUSPDULFWGewinne und Verlusteim Vergleich zu 2019 %p 4 2 0 −2 −4+0,8 %p+0,5 %p−3,7 %p+2,4 %pCDUSPDULFW |
| Umwelt und Leben | 20,0 % | 5      | 23,7 % | 6      | Kommunalwahl 2024 %50403020100 24,2 %12,7 %20,0 %43,1 % CDUSPDULFWGewinne und Verlusteim Vergleich zu 2019 %p 4 2 0 −2 −4+0,8 %p+0,5 %p−3,7 %p+2,4 %pCDUSPDULFW |
| SPD              | 12,7 % | 3      | 12,2 % | 3      | Kommunalwahl 2024 %50403020100 24,2 %12,7 %20,0 %43,1 % CDUSPDULFWGewinne und Verlusteim Vergleich zu 2019 %p 4 2 0 −2 −4+0,8 %p+0,5 %p−3,7 %p+2,4 %pCDUSPDULFW |
| Wahlbeteiligung  | 58,7 % | 58,7 % | 60,3 % | 60,3 % | Kommunalwahl 2024 %50403020100 24,2 %12,7 %20,0 %43,1 % CDUSPDULFWGewinne und Verlusteim Vergleich zu 2019 %p 4 2 0 −2 −4+0,8 %p+0,5 %p−3,7 %p+2,4 %pCDUSPDULFW |

Ergebnis.
| Sitzverteilung ab 2024 im Gemeinderat von NeuriedInsgesamt 24 Sitze - SPD: 3 - Umwelt und Leben: 5 - FW: 10 - CDU: 6 |

### Bürgermeister
- 1973–1997: Hermann Mild (parteilos, † 14. Januar 2024)
- 1997–2013: Gerhard Borchert (FDP)
- 2013–2020: Jochen Fischer (parteilos, † 21. November 2020)[5]
- seit 2021: Tobias Uhrich (parteilos)

### Partnerschaften
Am 24. Januar 2022 ist die elsässische Gemeinde Plobsheim offiziell eine Partnerschaft mit dem Ortsteil Altenheim eingegangen.

## Religionen
Neben je zwei evangelischen und römisch-katholischen Kirchengemeinden sind auch die Neuapostolische Kirche, die Zeugen Jehovas und die Siebenten-Tags-Adventisten in Neuried vertreten. Seit der Dekanatsreform am 1. Januar 2008 gehört Neuried und seine Ortsteile mit der St.Ulrich-, St. Nikolaus-, St. Johannes- und St. Michael-Kirche zum Dekanat Offenburg-Kinzigtal und gehört zudem zur Seelsorgeeinheit Schutterwald-Hohberg-Neuried.

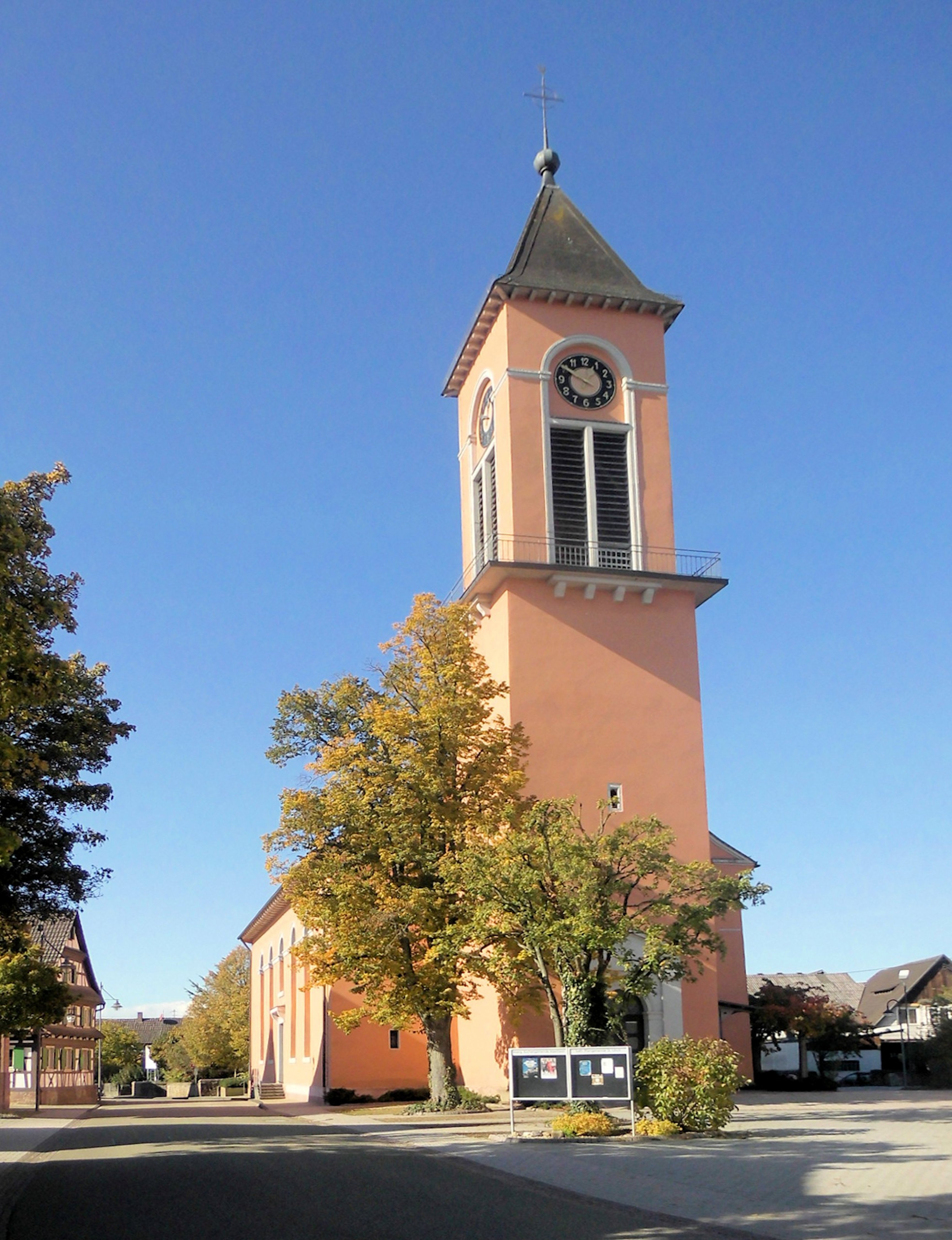
Evangelische Friedenskirche in Altenheim
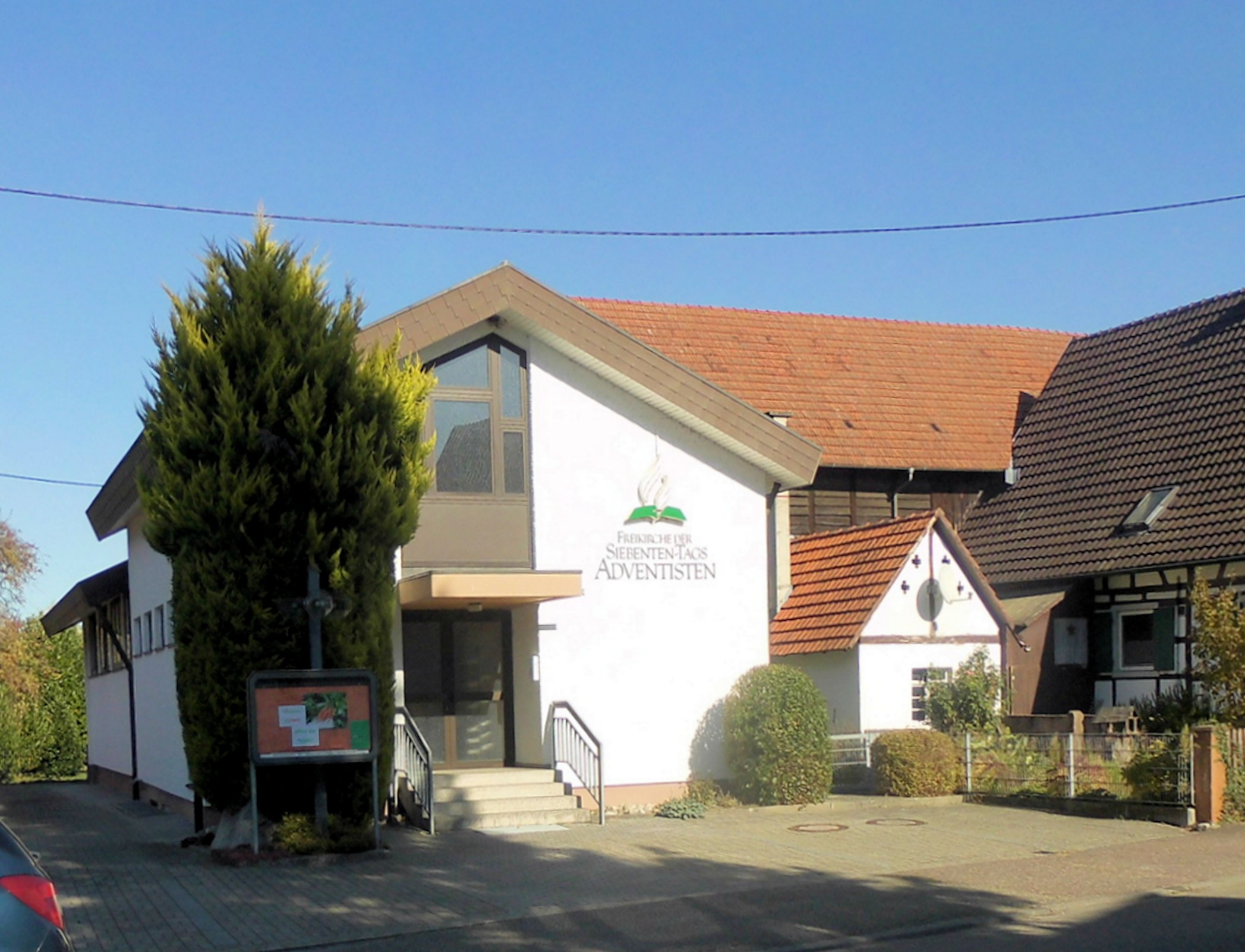
Freikirche der Siebenten-Tags-Adventisten in Altenheim
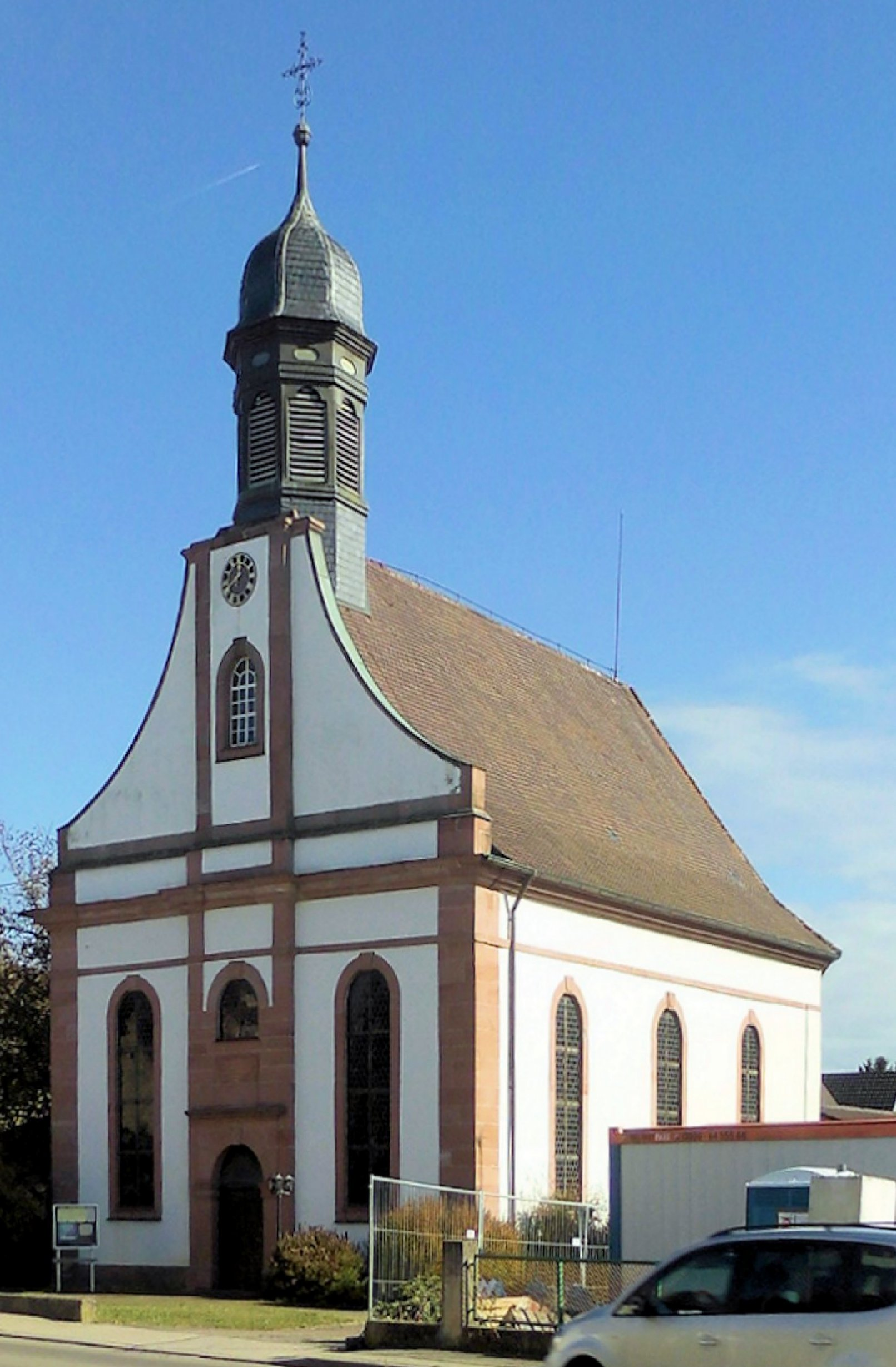
Evangelische Kirche St. Johannes in Dundenheim
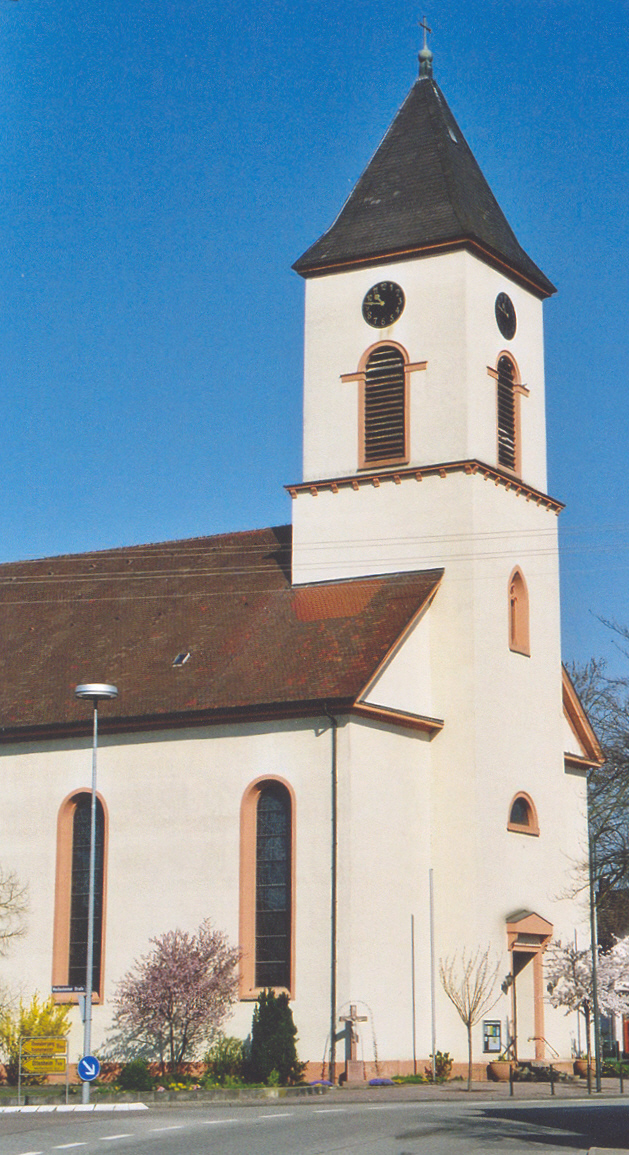
Katholische Kirche St. Nikolaus in Ichenheim
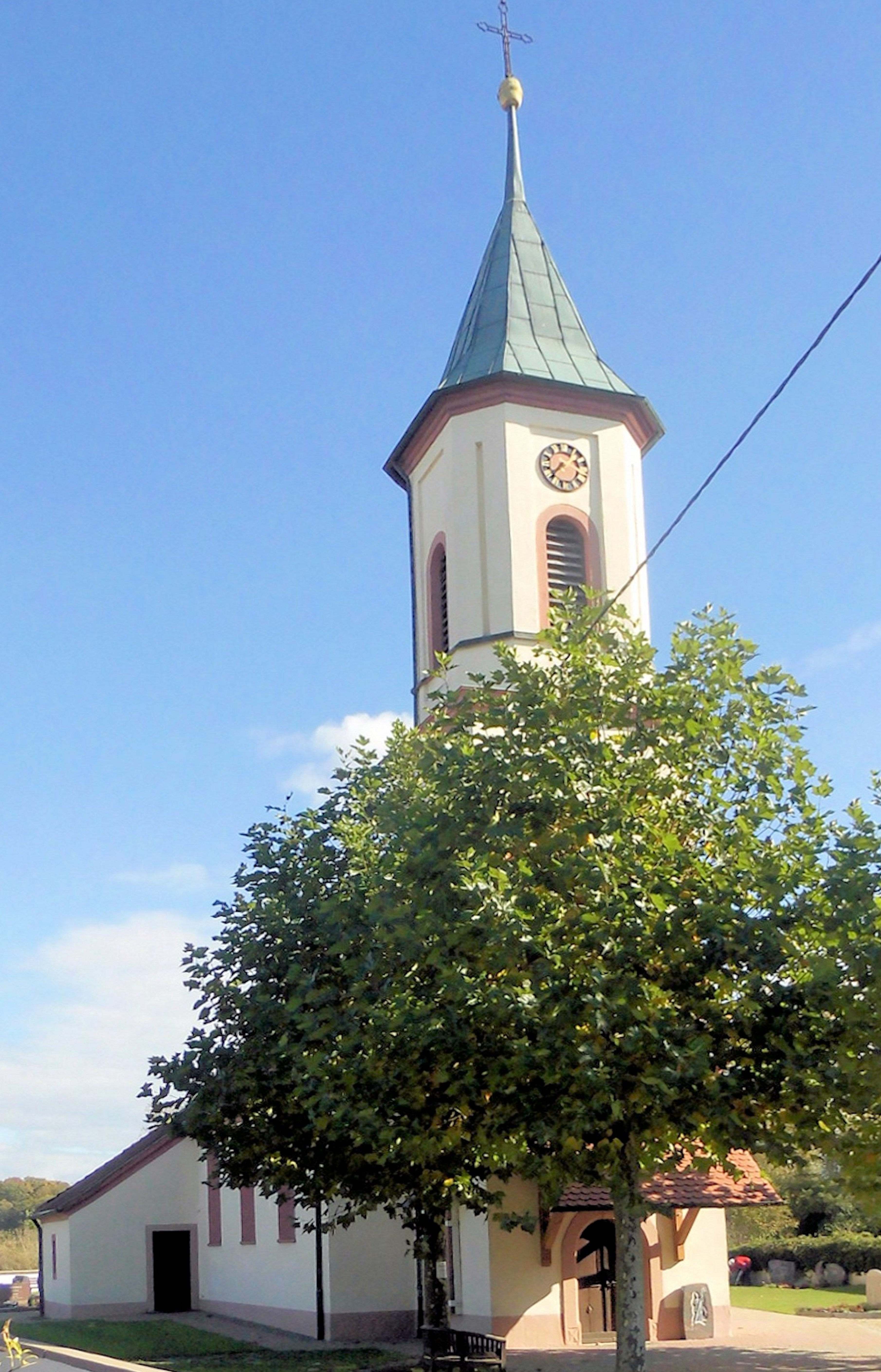
Wallfahrtskirche St. Ulrich in Müllen
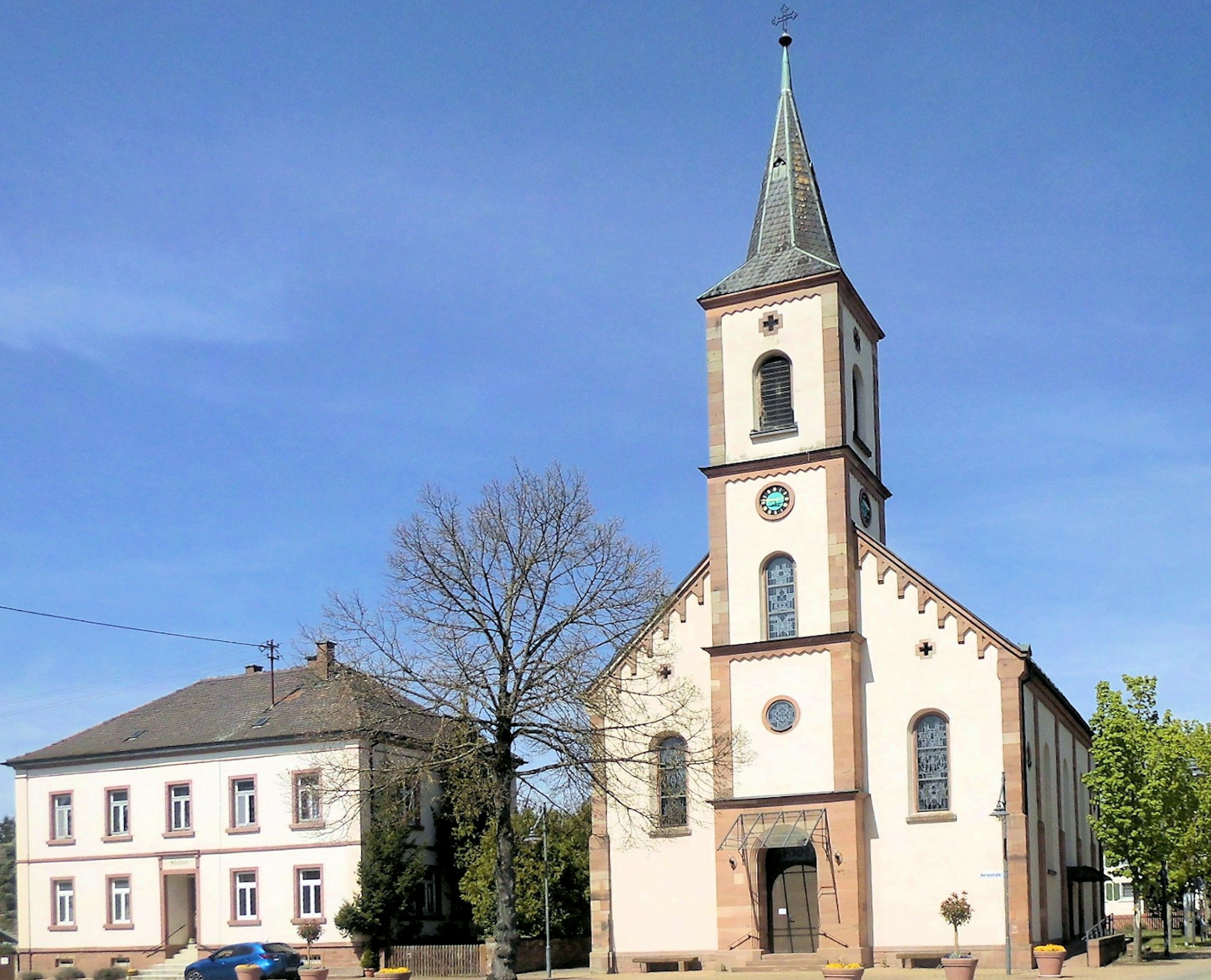
Michaelskirche in Schutterzell (Simultankirche)

## Sehenswürdigkeiten

### Bauwerke
- Die evangelische Friedenskirche im Ortsteil Altenheim wurde von Friedrich Weinbrenner selbst entworfen und im Jahre 1813 gebaut und nach Zerstörungen im Zweiten Weltkrieg wiederhergestellt.[7] Das Bauwerk zählt zu den schönsten klassizistischen Kirchen in Baden. Zwischen ihren stiltypischen glatten und schmuckarmen Fassaden und der Umgebung feingliedriger Fachwerkhäuser entspinnt sich ein spannungsvoller Kontrast. Die Kirche wurde von 2004 bis 2006 innen umfassend saniert und erhielt eine neue Orgel mit 30 Registern auf zwei Manualen und Pedal aus der Orgelbauwerkstatt Karl Göckel nach Plänen von Markus Artur Fuchs und Christoph Manuel Beysser.
- Im Ortsteil Ichenheim wurde die katholische Kirche St. Nikolaus 1822 von dem Weinbrenner-Schüler Hans Voß erbaut. Sie gehört zu den am meisten der formalen Reduktion verpflichteten Kirchenbauten des badischen Klassizismus. Wie die Altenheimer Kirche profitiert sie von der monumentalen Wirkung klar gezeichneter Baukörper.
- Auch die katholische Kirche St. Johannes im Ortsteil Dundenheim, 1823 bis 1824 errichtet, stammt von Hans Voß. Der ursprüngliche Hochaltar wurde 1880 durch ein Exemplar von Franz Josef Simmler ersetzt. Bereits 1860 hatte der hiesige Schreiber Markus Weißenegger einen Mutter-Gottes- und 1864 einen Josefsaltar für die Kirche gefertigt.[8]
- In Schutterzell steht eine der seltenen Simultankirchen, die sowohl für den katholischen als auch den evangelischen Gottesdienst genutzt werden. Es eines der beiden derart von zwei Konfessionen genutzte Kirchengebäude in Baden (siehe Stiftskirche St. Juliana (Mosbach)) und wurde schon als solches gemeinsam geplant.[9] Auch diese 1862 fertiggestellte Kirche ist den „Weinbrenner-Stil“ verpflichtet.
- Auf dem Gebiet von Altenheim steht der Museumsbunker Emilie, der ein Teil des Westwalls und ein Bauwerk des Typs „Regelbau 11“ war. Er wurde im Jahre 1938 erbaut zur Bewachung des Hinterlandes, um einen Angriff auf Offenburg zu unterbinden. Im Bunker konnten 27 Soldaten in zwei Mannschaftsräumen Dienst tun. Der Bunker verfügte zudem über zwei Gasschleusen, eine Eingangsverteidigung und einen separat begehbaren Kampfraum. Die Bewaffnung bestand aus 2 MG 34 auf Lafette und 2 MG bei den Soldaten in Schützengräben um den Bunker. Die Deckenstärke beträgt 2 Meter. Der Bunker war als Wohnhaus getarnt, indem während der Kriegszeit eine Frau, „Emilie“, Unterschlupf fand. Nach dem Krieg mit Beton verfüllt, wurde der Bunker 1990 von den neuen Besitzern wieder geleert und als Motorradclubhaus genutzt. Seit Ende 2009 dient er als Museum.[10]
- Im Nordwesten von Altenheim befindet sich das 2019 eröffnete Europäische Forum am Rhein.
- Die Pierre-Pflimlin-Brücke verbindet Neuried mit dem Süden der Agglomeration Straßburg.

### Naherholung

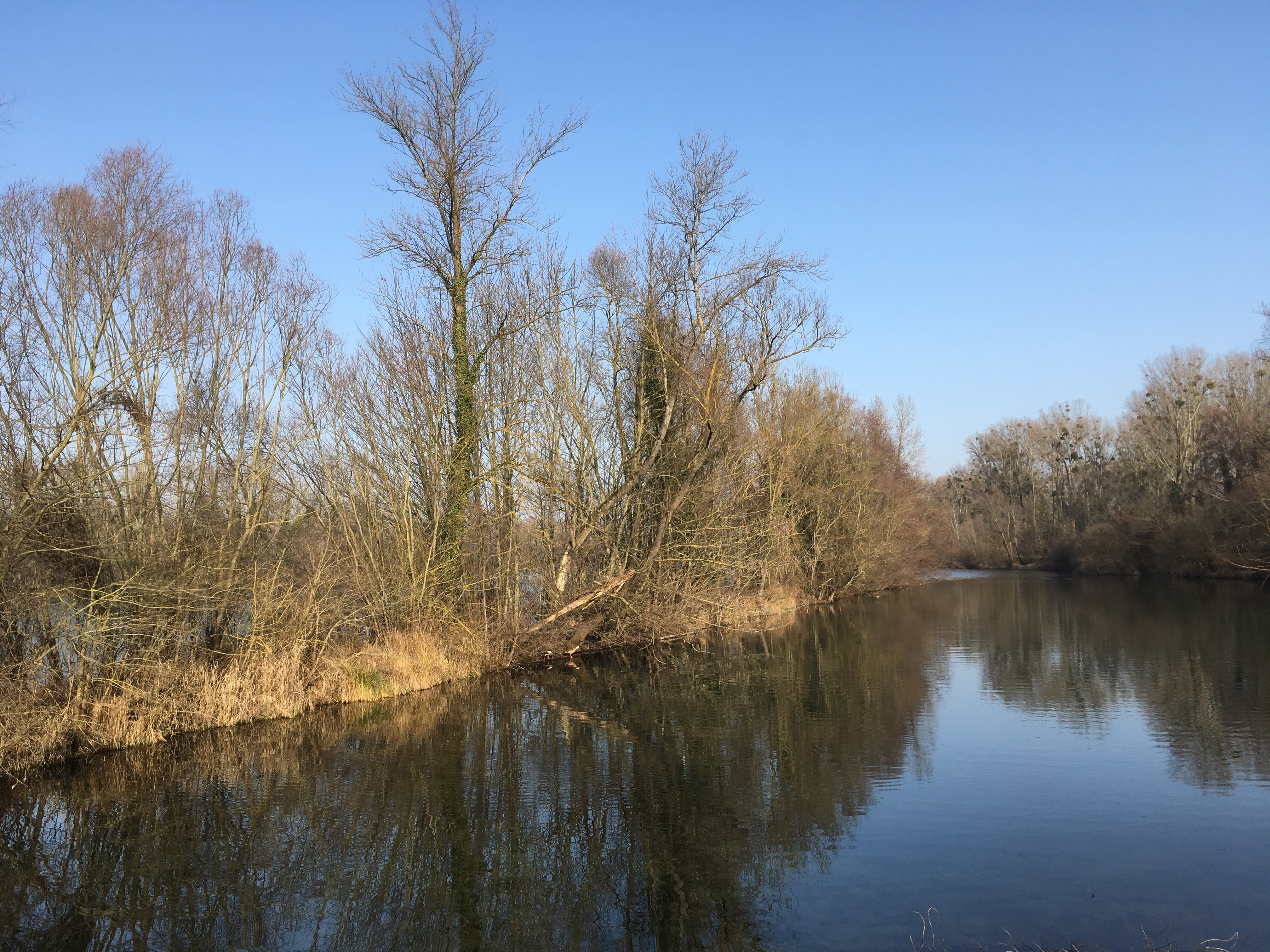
Altrhein in Neuried-Altenheim

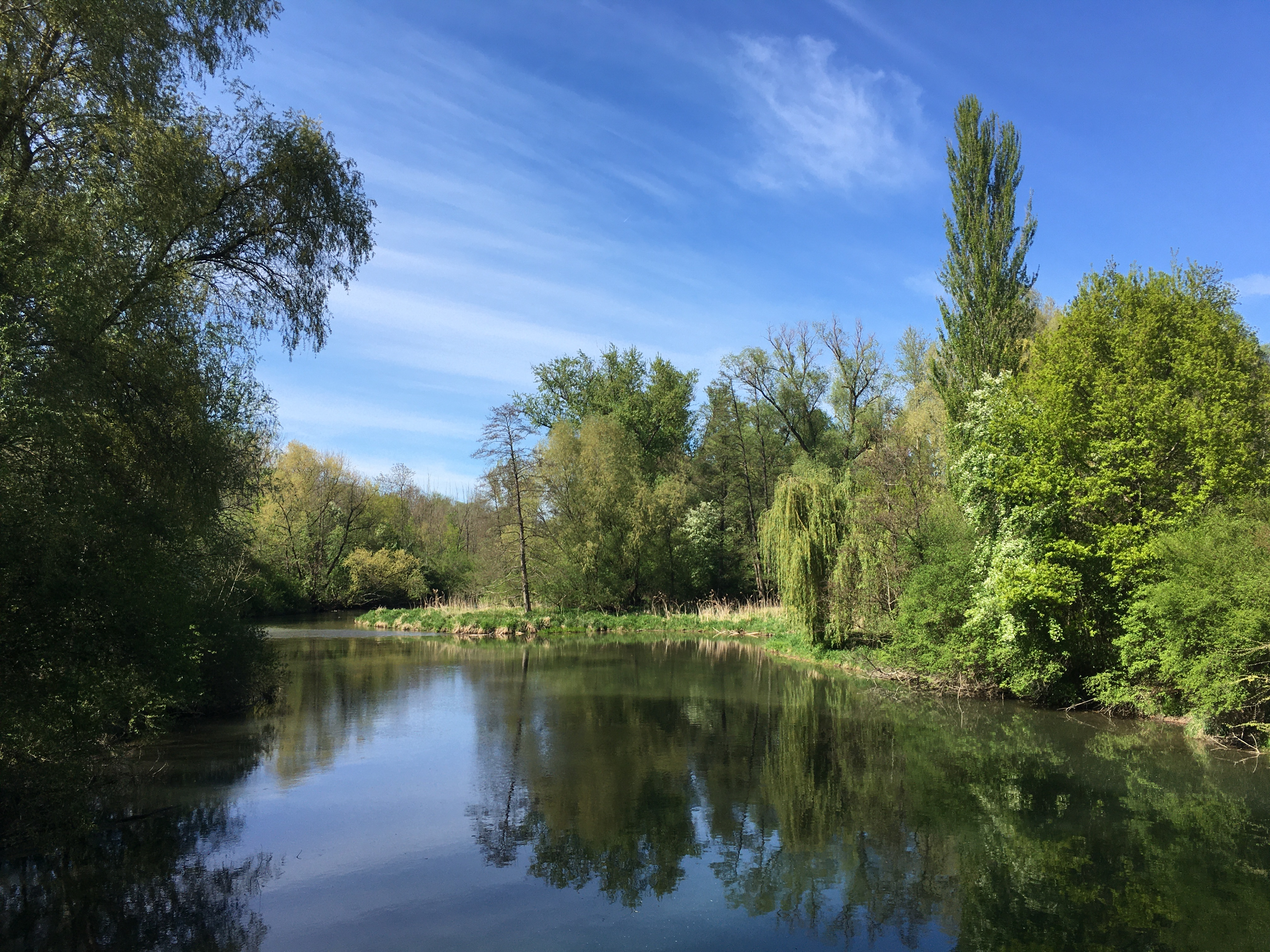
Altrhein in Neuried-Altenheim im Sommer

Seit 2014 gibt es im Norden von Altenheim den 2,5 km langen Auenwildnispfad durch die Rheinauen.

### Kultur
Im Europäischen Forum am Rhein befinde sich das bi-nationale Theater Eurodistrict Baden Alsace. Unter der künstlerischen Leitung von Diana Zöller und Edzard Schoppmann werden zeitgenössische Stücke in deutscher und französischer Sprache aufgeführt. Das Theater bietet 150 Gästen Platz.

## Wirtschaft und Infrastruktur
Immer noch eine große Rolle spielt die Landwirtschaft und hier insbesondere der Tabakanbau. Mit etwa 470 ha Fläche ist Neuried die größte Tabakanbaugemeinde Deutschlands. Die Gemeinde verfügt über etwa 1000 Arbeitsplätze am Ort, das heißt, die Mehrzahl der Erwerbstätigen pendelt in die umliegenden Städte Offenburg, Kehl und Lahr/Schwarzwald.

### Bildung
Neuried besitzt fünf evangelische (drei davon in Altenheim, jeweils einer in Ichenheim und Dundenheim) und zwei katholische (Ichenheim und Schutterzell) Kindergärten. Im Ortsteil Altenheim gibt es mit der Johann-Henrich-Büttner-Schule eine Grund- und Hauptschule, im Ortsteil Ichenheim eine Haupt- und Realschule mit Werkrealschule sowie jeweils eine Grundschule in den Ortsteilen Ichenheim und Dundenheim. Ab dem Schuljahr 2014/2015 wurden in Dundenheim keine Grundschüler mehr neu eingeschult, die Grundschule in Dundenheim wurde 2018 geschlossen. Gymnasien befinden sich in den nahe gelegenen Kreisstädten Offenburg, Lahr/Schwarzwald und Kehl.

### Geothermie
2014 sollte eine erste Bohrung für ein Geothermie-Nutzungs-Projekt in der Gemeinde gesetzt werden. Diese wurde aufgrund einer laufenden Klage der Stadt Kehl gegen das Tiefengeothermiewerk und eines Bürgerprotests auf 2016 verschoben. Eine eventuelle Nutzung diente der Ergänzung des 2007 gestarteten Biomasse-Kraftwerkes als Hybridkraftwerk. Im Juli desselben Jahres hat sich eine Bürgerinitiative in den betroffenen Gemeinden Kehl, Neuried, Schutterwald und Willstätt gegen die Tiefengeothermiebohrungen gebildet. Der Regionalplan sperrt das Areal beim geplanten Erdwärmekraftwerk. Nachdem das Regierungspräsidium Freiburg im März 2021 die Genehmigung zurückgezogen hat, die Geothermie zu erkunden, hat die Stadt im September 2021 das für die Geothermie vorgesehene Grundstück zurückgekauft.

### Verkehr
Die Orte der heutigen Gemeinde wurden bis 1959 durch die Mittelbadische Eisenbahn bedient. Gegenwärtig gibt es keinen Anschluss an das deutsche Schienennetz mehr.
Neuried wird durch Buslinien der regionalen Verkehrsbetriebe mit Lahr, Offenburg und Kehl verbunden.
Die Gemeindeteile Altenheim, Dundenheim und Ichenheim werden von der L 75 in Nord-Süd-Richtung durchquert. Im Norden der Gemeinde bildet die L 98 eine Verbindung zu Route nationale 353 und Bundesautobahn 5. Letztere tangiert im Bereich Schutterzell das Gemeindegebiet.
Durch Alltagsrouten aus dem Radnetz Baden-Württemberg sind Altenheim, Dundenheim und Ichenheim mit Kehl (über Goldscheuer und Marlen) und mit Lahr verbunden. Die Route nach Lahr führt auch an Kürzell und Allmannsweier vorbei. 
Neuried liegt an der rechtsrheinischen Variante Teil des Rheinradwegs, der von der Quelle des Rheins am Oberalppass im Schweizer Kanton Graubünden bis zur Mündung bei Rotterdam führt. Er verläuft über Meißenheim in das Gemeindegebiet, streift Ichenheim und führt dann bis Kehl dicht am Rhein entlang. Kurz vor dem Ende des Gemeindegebiets verläuft er aber mit Stufen über eine sehr schmale Brücke ("Steinsporebrugg"). Der Radfernweg ist als Eurovelo-Route 15 (Rheinradweg) und als D-Route 8 (Rhein-Route) ausgewiesen.

## Persönlichkeiten

### Söhne und Töchter der Gemeinde
- Ernst Friedrich Kärcher (1789–1855), klassischer Philologe und Pädagoge
- Klaus Wurth (1861–1948), Theologe und Kirchenpräsident der Evangelischen Landeskirche in Baden
- Erwin Baur (1875–1933), Genetiker
- Brigitte Tast (* 1948), Künstlerin
- Kerstin Scheidecker, Journalistin[24]

### Weitere Persönlichkeiten
- Hans Voß (1783–1849), Architekt, Architekt der St. Nikolaus-Kirche in Ichenheim
- Wilhelm Ludwig Frommel (1795–1869), Geistlicher, lebte in Ichenheim
- Ludwig Leiner (1830–1901), Apotheker, absolvierte in Ichenheim eine Ausbildung
- François Sevez (1891–1948), französischer Offizier, starb in Ichenheim
- Alois Beichert (1893–1945), Geistlicher, war Priester in Ichenheim
- Fred K. Prieberg (1928–2010), Musikwissenschaftler, starb in Ichenheim
- Jonathan Fischer (* 1997), Handballspieler, spielte in der Jugend für den SF Ichenheim